# Oxigenasa
Una oxigenasa es cualquier enzima que oxida un sustrato mediante la transferencia de oxígeno presente en el oxígeno molecular(O2, como en el aire). Las oxigenasas forman un grupo dentro de las oxidorreductasas; su número EC se corresponde con EC 1.13 o EC 1.14. 
Las oxigenasas fueron descubiertas en 1955 simultáneamente por dos grupos, el del japonés Osamu Hayaishi y el del estadounidense Howard Mason.
Se distinguen dos tipos de oxigenasas:
- Monooxigenasas, que transfieren un átomo de oxígeno al sustrato, y reducen el otro oxígeno a agua.
- Dioxigenasas, u oxígeno transferasas, que transfieren al sustrato ambos átomos de oxígeno de la molécula.